# David Johnson (Politiker)
David Johnson (* 3. Oktober 1782 im Louisa County, Virginia; † 7. Januar 1855 in Limestone Springs, South Carolina) war ein US-amerikanischer Politiker (Demokratische Partei) und von 1846 bis 1848 Gouverneur des Bundesstaates South Carolina.

## Frühe Jahre
David Johnson erhielt seine erste Schulausbildung im York County in Virginia. Anschließend studierte er in South Carolina bei Abraham Nott Jura und wurde 1803 als Rechtsanwalt zugelassen. Während der folgenden Jahre und Jahrzehnte war er hauptsächlich als Jurist tätig. Unter anderem war er 1812 Bezirksstaatsanwalt, 1815 Richter an einem Kreisgericht und 1824 Richter an einem Berufungsgericht. Johnson war ein Anhänger der Union und ein entschiedener Gegner der radikalen Kräfte in South Carolina, die 1832 während der Nullifikationskrise Bundesgesetze für ihren Staat außer Kraft setzen wollten und sogar über einen Austritt aus der Union nachdachten. Solche Pläne bezeichnete Johnson als illegal.

## Gouverneur von South Carolina
Im Jahr 1846 wurde Johnson trotz seiner positiven Einstellung zur Union und der Bundesregierung in Washington, D.C. zum Gouverneur gewählt. Bis dahin hatte er nur einmal, im Jahr 1812, als Abgeordneter im Repräsentantenhaus von South Carolina, ein politisches Mandat innegehabt. Johnson trat sein neues Amt am 1. Dezember 1846 an und absolvierte eine komplette Amtszeit bis zum Dezember 1848. Parallel zu seiner Amtszeit fand der Amerikanisch-Mexikanische Krieg statt, an dem auch Truppen aus South Carolina teilnahmen. Der Gouverneur stellte das sogenannte Palametto-Regiment auf, das während des Krieges eine wichtige Rolle spielte.
Der für die USA siegreiche Krieg brachte der Nation große Gebietsgewinne im Westen. Das warf auf der nationalen Ebene erneut die Frage der Sklaverei auf. Hierbei ging es darum, ob diese in den neuen Gebieten erlaubt oder verboten sein sollte. Wie in der Vergangenheit entwickelte sich South Carolina zu einem Wortführer der Sklavereibewegung. Als in Washington Überlegungen angestellt wurden, die Sklaverei in den neuen Gebieten zu verbieten, forderten die radikalen Kräfte in South Carolina den Austritt ihres Staates aus der Union. Sie fürchteten ein allgemeines Verbot der Sklaverei und damit eine Bedrohung ihres Wirtschaftssystems, das auf dieser Institution beruhte. Diese Situation war für den Gouverneur sehr ungünstig. Als Anhänger der Union hatte er gegen die radikalen Positionen seiner Landsleute einen sehr schweren Stand. Nach ihm wurde bis zum Ende des Bürgerkrieges kein unionsfreundlicher Gouverneur mehr gewählt. Der Kompromiss von 1850 beruhigte die Situation in South Carolina und ganz allgemein in den Südstaaten nur für kurze Zeit. Der Weg in den Bürgerkrieg zeichnete sich immer deutlicher ab.
Nach Ablauf seiner Amtszeit zog sich David Johnson aus der Politik zurück. Er starb im Januar 1855.